# Cancer pédiatrique

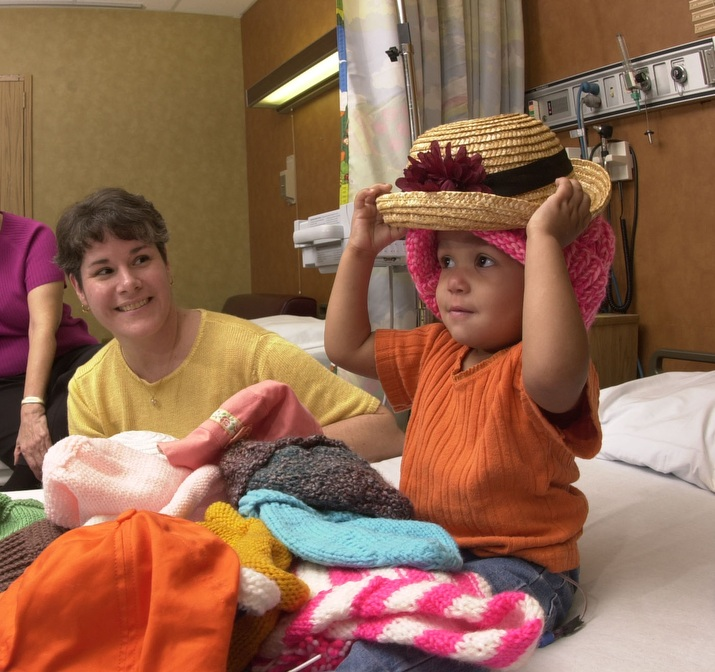
Une fillette essaie des chapeaux à porter après la chimiothérapie contre une tumeur de Wilms, un type de cancer qui touche généralement les enfants.

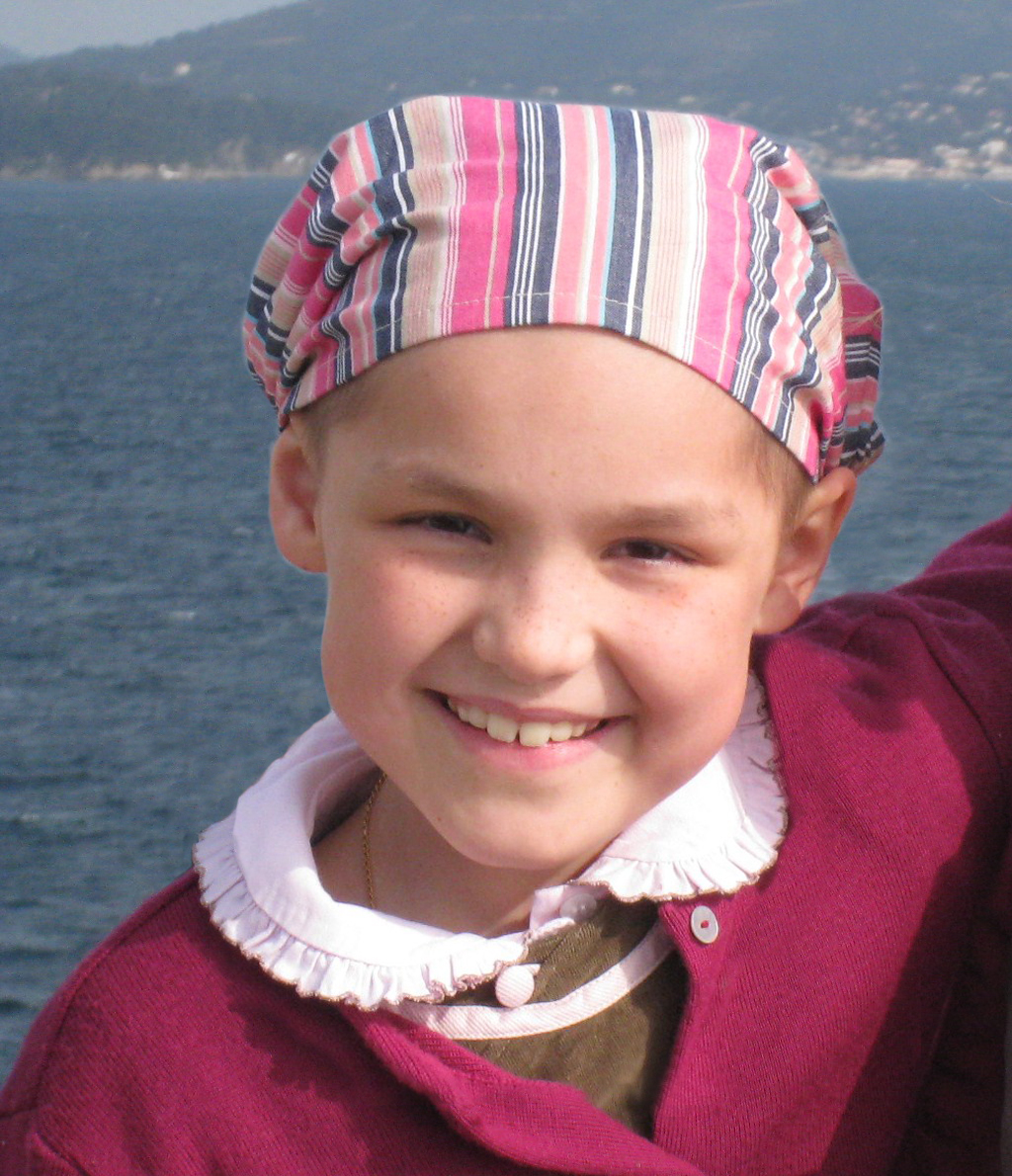
Anne-Gabrielle Caron était atteinte d'un sarcome d'Ewing, cancer touchant principalement les enfants.

Le cancer pédiatrique ou cancer de l'enfant est un cancer qui touche un enfant ou adolescent âgé de 0 à 14 ans inclus (juste avant 15 ans). Certaines définitions du cancer de l'enfant incluent aussi les adolescents de 15 à 19 ans. L'oncologie pédiatrique est la branche de la médecine qui s'intéresse au diagnostic et au traitement du cancer chez les enfants.

## Historique
Les cancers de l'enfant ont longtemps été ignorés ou négligés, en raison de la très forte mortalité infantile qui frappait les sociétés humaines. Moins de 50 % des nouveau-nés atteignaient l'âge adulte. À la fin du XIXe siècle, en Europe occidentale, entre 150 et 170 nouveau-nés sur mille mouraient avant leur premier anniversaire. Cette mortalité infantile était due, dans l'immense majorité des cas, aux maladies infectieuses, nutritionnelles et métaboliques.
Les premiers hôpitaux destinés aux enfants apparaissent en France. Le tout premier est celui des « Enfants Malades », Paris, 1802 (aujourd'hui Hôpital Necker-Enfants Malades) qui prend la suite de l'hôpital des Enfants-Trouvés, et de l'Hospice des Enfants-Rouges d'avant la Révolution. C'est le début de la pédiatrie comme discipline médicale spécialisée. Les premiers cancers de l'enfant étudiés seront les leucémies dans la deuxième moitié du XIXe siècle.
En 1947, selon le témoignage de Odile Schweisguth, on considérait les cancers de l'enfant comme inéluctablement mortels : « Ces enfants mouraient probablement chez eux, sans tentative thérapeutique et n'atteignaient qu'exceptionnellement les services de pédiatrie ». Cependant depuis la fin des années 1930, la découverte de l'acide folique et de ses molécules antagonistes, comme le méthotrexate, ouvre la voie aux premiers essais de médicaments anticancéreux.
À partir de 1947, à Paris, les premiers essais de traitement des cancers et leucémies de l'enfant sont tentés à l'institut Gustave-Roussy, sous l'égide de René Huguenin et à l'hôpital Hérold par Jean Bernard. En octobre 1947, Jean Bernard obtient une première rémission complète de leucémie aiguë, mais de deux mois seulement. Ces pionniers doivent tout apprendre par contact multidisciplinaire, et dans un premier temps, extrapoler à l'enfant les traitements de l'adulte, le plus souvent dans des conditions techniques médiocres (premières radiothérapies).
Les survies se comptent alors en semaines, posant de nombreux problèmes éthiques : les rapports avec les parents et leur implication dans les décisions à prendre (de débuter ou d'arrêter un traitement), questionnements sur « l'acharnement thérapeutique » ou « la recherche expérimentale ». Cependant l'amélioration des résultats est restée continue et spectaculaire, mais inégale selon le type de tumeur.
En 1960, l'institut Gustave-Roussy compte ainsi 88 enfants guéris depuis 1948, mais cette guérison s'accompagne de séquelles dues aux traitements, considérées alors comme « un prix à payer ».
En 1968, la cancérologie de l'enfant ou oncologie pédiatrique devient internationale avec la création de la Société internationale d'oncologie pédiatrique. La collaboration internationale permet d'organiser des études sur des tumeurs rares (impossibles à réaliser dans un seul pays).
Depuis la fin du XXe siècle, l'objectif n'est plus seulement d'améliorer le taux de guérison des cancers de l'enfant, il est de suivre sur le long terme la qualité de vie (santé, vie sociale et professionnelle) des adultes  traités et guéris d'un cancer dans l'enfance.

## Épidémiologie: incidence et mortalité
Dans le monde entier, on estime que le cancer de l'enfant a une incidence de plus de 175 000 par an et un taux de mortalité d'environ 96 000 personnes par an. Dans les pays développés, le cancer de l'enfant enregistre un taux de mortalité d'environ 20 % des cas. Dans les pays aux ressources restreintes, cependant, le taux de mortalité est d'environ 80 %, voire 90 % dans les pays les plus pauvres.
Dans de nombreux pays développés, l'incidence du cancer de l'enfant augmente peu à peu : les taux de cancer chez les enfants ont augmenté de 0,6 % par an entre 1975 et 2002 aux États-Unis et de 1,1 % par an entre 1978 et 1997 en Europe.
Des gains importants ont été observés dans la survie au cancer de l'enfant généralement parlant. Cependant, il existe de fortes disparités selon les types de cancer, selon les pays (en particulier en fonction du niveau de richesse des pays), et en fonction des groupes d'âge.

### En fonction des âges
L'incidence des cancers varie selon l'âge, la moitié des cancers de l'enfant survenant avant l'âge de 5 ans.
Dans la première année prédominent les tumeurs embryonnaires (comme les neuroblastomes), les leucémies et les tumeurs du système nerveux central. De 1 à 4 ans, les leucémies sont les plus fréquentes. De 5 à 9 ans, s'ajoutent les lymphomes, et de 10 à 14 ans les leucémies sont moins fréquentes mais s'ajoutent les tumeurs des os et des tissus mous,.
Les adolescents ainsi que les jeunes adultes (parfois réunis sous l'appellation AYA en anglais, Adolescents and Young Adults) n'ont pas bénéficié des mêmes gains en survie que les enfants plus jeunes. Leurs taux de mortalité restent plus élevés. En France, en 2017, la mortalité due au cancer des adolescents est plus élevée que celle d'enfants plus jeunes.
Plusieurs raisons sont invoquées. Des auteurs aux États-Unis, sur la base d'une large cohorte, notent un diagnostic plus tardif, un moindre accès aux soins médicaux, une participation particulièrement faible aux essais cliniques. Les adolescents ne sont pas systématiquement observés par les services de pédiatrie et plusieurs auteurs notent, dans divers pays, le manque de coordination des services et le manque d'accès des adolescents aux services de pédiatrie et aux grands centres de soins en cancérologie, ce qui a un impact négatif sur la qualité des études scientifiques et du suivi clinique individuel des patients et de leur famille,,.
En France, en 2017, des oncologues évoquent des raisons biologiques et les prises en charge également moins optimales pour les adolescents comparés aux jeunes enfants : un taux d'inclusion dans les essais thérapeutiques bien plus faible (mais les données semblent insuffisantes pour conclure à une relation directe), et le fait que les enfants pris en charge dans les unités pédiatriques aient de meilleurs taux de survie que les adolescents pris en charge dans les services adultes.

### En fonction des pays et régions

#### Pays riches ou pays pauvres
À l'échelle internationale, la plus grande variation dans l'incidence du cancer de l'enfant est observée lorsque l'on compare les pays à revenu élevé aux pays à revenu faible.  Elle se situe dans une fourchette allant de 100 à 160 nouveaux cas par million d'enfants et par an. Dans les pays industrialisés, l'incidence la plus élevée est observée aux États-Unis et la plus basse au Royaume-Uni.
Ces différences sont difficiles à interpréter : différences de capacité à diagnostiquer, de qualité des systèmes d'enregistrement, de classification des cancers, ou encore par causes de décès concurrentes (cas des pays où les jeunes enfants meurent d'abord de malnutrition ou d'infection).
Il existe cependant des contrastes réels tenant à des différences dans les facteurs de risque. Par exemple, le lymphome de Burkitt frappe 6 à 7 enfants sur 100 000 par an dans certaines parties de l'Afrique subsaharienne, en étant associé à une double infection par le virus d'Epstein-Barr et le paludisme ; en Afrique du Nord et en Chine du sud, c'est le carcinome du nasopharynx qui est associé à ce virus ; dans les pays industrialisés, ce même virus est associé à la mononucléose infectieuse, sans lymphome ou autre cancer.

#### France
La surveillance des cancers de l'enfant de 0 à 14 ans est assurée en France métropolitaine par le Registre national des hémopathies malignes de l'enfant (RNHE) depuis 1990 et par le Registre national des tumeurs solides de l'enfant (RNTSE) depuis 2000. Depuis 2011, ces deux registres prennent en compte les adolescents de moins de 18 ans, et 4 départements d'outre-mer (Guadeloupe, Guyane, Martinique et La Réunion).
En France métropolitaine, on observe chaque année 1 700 nouveaux cas de cancers chez les enfants de moins de 15 ans (période 2006-2010), soit 152 cas par million d'enfants de moins de 15 ans et par an. En 2017, cette estimation est de 2 000 nouveaux cas par an avant l'âge de 15 ans et 900 cas par an chez le jeunes de 15 à 19 ans, soit une incidence annuelle de 152,8 cas par million d'enfants de moins de 15 ans, et 219,4 cas par million chez les jeunes de 15 à 19 ans.
Aucune augmentation de l'incidence n'a été observée sur la période 1990-1999 à partir des données des registres pédiatriques régionaux. En revanche, on note une augmentation des leucémies aiguës lymphoblastiques sur la période 1990-2007 (annuelle moyenne de + 1 à 2 %).
Malgré les progrès majeurs réalisés dans la prise en charge depuis 30 ans, ces cancers représentent encore 20 % des décès de l'enfant (moins de 15 ans), soit la deuxième cause de mortalité après les accidents.

#### États-Unis
Aux États-Unis, le cancer est la deuxième cause fréquente de décès chez les enfants entre les âges de 1 et 14 ans, après les accidents. Plus de 16 enfants et adolescents sur 100 000 ont été diagnostiqués avec le cancer, et environ 3 sur 100 000 en sont morts. En 2012, 12 000 nouveaux cas étaient diagnostiqués et 1 300 décès ont été enregistrés à la suite du cancer chez les enfants de 0 à 14 ans.

#### Royaume-Uni
Selon l'association Cancer Research UK, le cancer de l'enfant est la principale cause de décès chez les enfants âgés de 1 à 14. Au total environ 1800 enfants ont reçu un diagnostic de cancer au Royaume-Uni entre 2012 et 2014 (soit en moyenne 5 nouveaux cas par jour) et environ 250 enfants en meurent chaque année. Le cancer de l'enfant reste rare parmi les cancers, car ils représentent moins de 1 % de tous les cancers.

## Facteurs de risque
Des facteurs familiaux et génétiques sont identifiés dans 5 à 15 % des cancers de l'enfant. Dans moins de 5 à 10 % des cas, sont en cause des expositions environnementales et les facteurs exogènes, tels que l'exposition prénatale au tabac, les rayons X, ou certains médicaments.
Pour le reste, c'est-à-dire dans 75 à 90 % des cas, les causes individuelles restent inconnues. Dans la plupart des cas, comme dans la cancérogenèse en général, les cancers sont considérés comme impliquant de multiples facteurs de risque et diverses variables.
Certains des facteurs impliqués dans les cancers de l'enfant sont évitables. Par exemple, la surexposition et la mauvaise utilisation des rayonnements ionisants durant l'accouchement (scanners utilisant la tomodensitométrie) lorsque le test n'est pas indiqué ou lorsque des protocoles pour adultes sont utilisés,. Par ailleurs, l'enfant est beaucoup plus exposé, d'une façon générale, aux risques toxiques liés à l'environnement.
Durant l'enfance, plusieurs mécanismes, systèmes et organes importants sont encore immatures, ce qui rend le jeune enfant et l'adolescent plus vulnérables aux toxiques : alcool, tabac, métaux lourds, radionucléides ingérés, inhalés ou acquis par passage percutané… et qui pourrait rendre l'enfant plus susceptible face à certains produits cancérigènes.

### Identifiés et reconnus

#### Facteurs héréditaires et prédisposition génétique
Certains cancers de l'enfant sont héréditaires comme le rétinoblastome, le syndrome de Li-Fraumeni. D'autres sont plus souvent associés à des maladies chromosomiques comme la trisomie 21, à des maladies génétiques comme la neurofibromatose de Recklinghausen. Il existe de nombreux syndromes de prédisposition génétique aux cancers de l'enfant, mais encore plus rares.
La recherche des prédispositions génétique est dans un nombre croissant de pays une démarche encadrée (en France, codifiée par les lois de bioéthique). Des prédispositions génétiques individuelles aux cancers environnementaux existent (sensibilité individuelle aux radiations, expositions chimiques, agressions microbiennes..) mais qui sont encore mal comprises pour la leucémie ; les polymorphismes modulent la susceptibilité des enfants aux leucémies, par des voies biologiques qui peuvent être 1) la croissance des cellules et la différenciation cellulaire, 2) la réplication et la réparation de l’ADN, 3) le métabolisme des xénobiotiques, 4) l'apoptose, 5) la réponse au stress oxydant, 6) le cycle cellulaire. Des gènes candidats et de déterminants génétiques ou épigénétiques sont recherchés. Il existe des variants génétiques prédisposants et « la combinaison des génotypes a une plus grande valeur prédictive du risque que les génotypes pris indépendamment les uns des autres. La complexité des interactions entre l’environnement et la variabilité interindividuelle face à la susceptibilité au cancer, que montrent ces résultats, suggère que la compréhension de la physiopathologie des leucémies de l’enfant passe par l’étude génétique de plusieurs enzymes (ou voies métaboliques) » .

#### Radiations ionisantes à fortes doses
Des leucémies ont été observées chez les enfants survivants des bombardements atomiques d'Hiroshima et Nagasaki, pour des doses plus faibles que les adultes. De même pour le cancer de la thyroïde chez les enfants exposés (Russie, Ukraine, Biélorussie) après la catastrophe nucléaire de Tchernobyl.
Les irradiations médicales sont aussi reconnues comme facteurs de risque : radiothérapie à fortes doses, examens radiologiques maternels (exposition fœtale aux rayons X).

#### Médicaments
Des médicaments immunosuppresseurs chez l'enfant peuvent augmenter le risque le lymphome. Le Diéthylstilbestrol (distilbène), médicament hormonal prescrit aux femmes enceintes, a été la cause de cancers génitaux chez l'enfant.

#### Virus
Les gammaherpesvirus tels que le virus d'Epstein-Barr et le HHV-8 sont impliqués dans la survenue de certains lymphomes et cancers de la peau, comme le VIH (virus de l'immunodéficience humaine). Le rôle du virus de l'hépatite B dans l'hépatocarcinome est également bien démontré.

### Soupçonnés et discutés
Diverses hypothèses de causes environnementales pouvant contribuer (éventuellement synergiquement) aux cancers pédiatriques et à la leucémogenèse en particulier sont en discussion, difficiles à confirmer ou infirmer car de façon générale, plus un risque est faible ou plus ses causes sont complexes ou multifactorielles, plus il faut des études épidémiologiques complexes, adéquates et de grande taille pour le mettre en évidence ou le prouver. Les types différents de leucémies (lymphatiques aiguës, myéloïdes aiguës..) pourraient en outre avoir des causes différentes. 
Parmi ces hypothèse figurent :
- la radioactivité : l'exposition naturelle au radon pourrait être facteur d'un excès de risque de leucémies infantiles. Le risque accru de cancer de la thyroïde chez les enfants de Bélarus après la catastrophe de Tchernobyl ne fait plus de doute, mais un risque accru de leucémie près de centrales nucléaires ou d'autres installations nucléaires (La Hague ou d'autres installations nucléaires en France[31],[32] et des installations similaire au Royaume-Uni[33],[34],[35]) reste débattu ou des progrès techniques récents font que cet excès de leucémies infantiles aurait disparu (au Royaume-Uni[36], dont à Hinkley Point[37] ; En Allemagne un agrégat de leucémies infantiles (0 à 15 ans) concerne une zone de 5 km autour de la centrale nucléaire de Krümmel, avec 9 cas observés (pour 0,01 attendu) entre 1990 et 1996[38] ;
- l'exposition à certains champs électromagnétiques : des champs de très basse fréquence (à proximité des lignes à haute tension - lignes aériennes à très haute tension -) pourrait augmenter le risque de leucémie de l'enfant. Les ondes utilisées par le réseau des antennes et téléphones portables ou d'autres radiofréquences pourraient jouer un rôle dans certains cancers de l'enfant[39] ;
- l'exposition aux pesticides (insecticides…) notamment durant la grossesse. S'il est possible d'évaluer le risque de l'utilisation maternelle domestique d'insecticide durant la grossesse, il n'est guère possible de mesurer le risque de cancers liés aux résidus de pesticides dans l'alimentation[39] ;
- l'exposition à l'aspartam[40] ;
- l'exposition à la fumée de tabac (y compris tabagisme du père qui pourrait affecter ses spermatozoïdes[41] comme facteur causal ou favorisant[42] ;
- l'exposition à des contaminants chimiques, dont ceux issus de la pollution automobile (produits benzéniques notamment), pourrait augmenter le risque de leucémie infantile près de voies routières à gros trafic) ;
- la consommation excessive de viandes de salaison, semble augmenter le risque de tumeurs cérébrales de l'enfant (et d'autres types de cancers)[28] ;

Des facteurs protecteurs sont aussi discutés : l'allaitement maternel, la mise précoce en collectivité de l'enfant (crèches de nourrissons) diminueraient le risque de leucémie chez l'enfant.

## Types

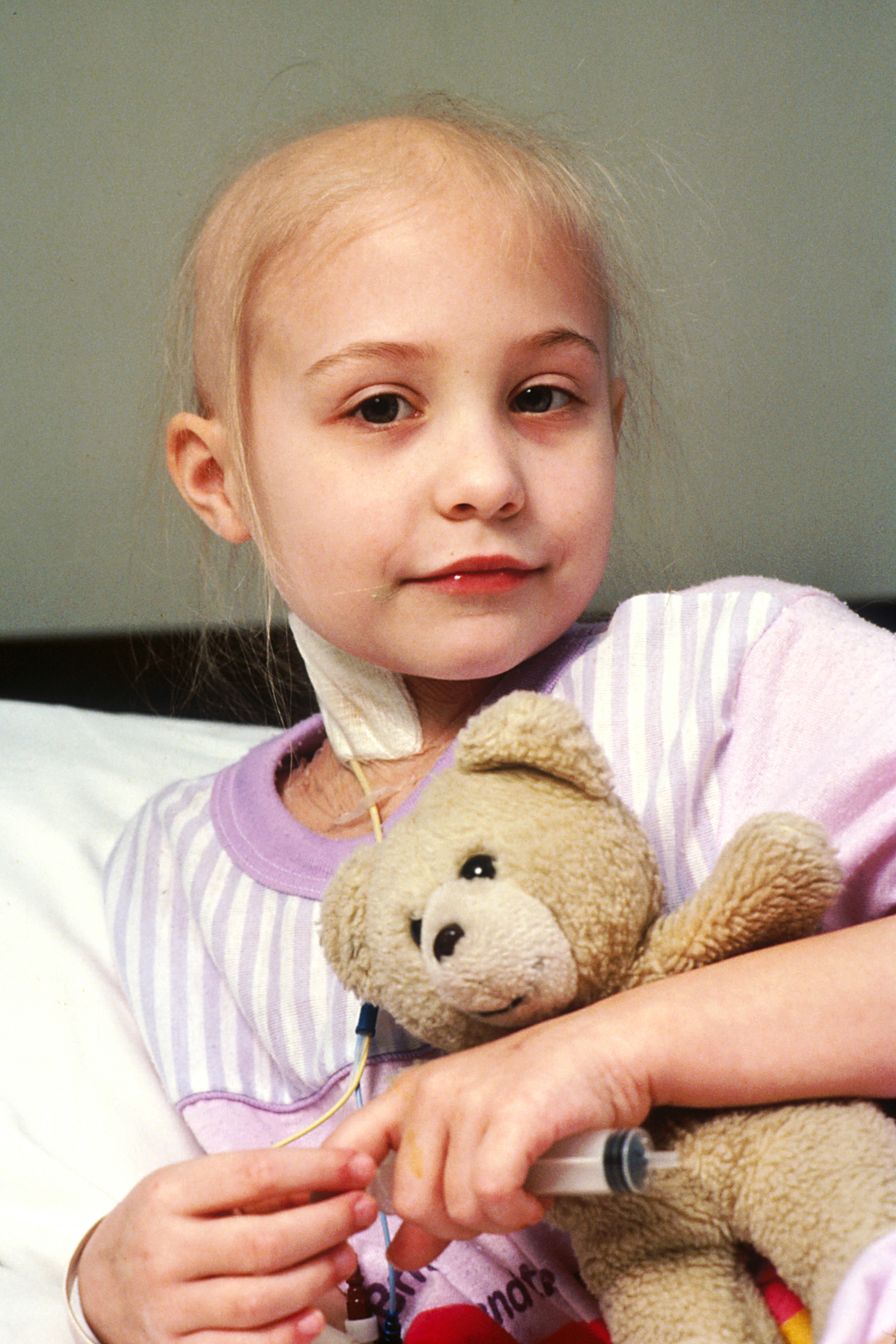
Jeune fille atteinte d'une Leucémie aiguë lymphoblastique recevant un traitement par chimiothérapie.

Les cancers les plus fréquents chez les enfants sont la leucémie (32 %), les tumeurs du cerveau (18 %) et les lymphomes (11 %),.
En 2005 aux États-Unis, chez les moins de 20 ans, 4,1 sur 100 000 ont été diagnostiqués avec la leucémie, et 0,8 sur 100 000 en sont décédés. Le nombre de nouveaux cas était le plus élevé chez les 1 à 4 ans, mais le nombre de décès était plus élevé chez les 10-14 ans.
En 2005, chez les jeunes de 0 à 19 ans, 2,9 sur 100 000 ont été diagnostiqués avec le cancer du cerveau ou du système nerveux central ; 0,7 sur 100 000 morts en sont décédés. Ces cancers ont été trouvés le plus souvent chez les enfants entre 1 et 4 ans, mais la plupart des décès sont survenus chez des enfants âgés de 5 à 9 ans. Les principaux sous-types de tumeurs au cerveau et au niveau du système nerveux central chez les enfants sont l'astrocytome, le gliome du tronc cérébral, le craniopharyngiome, le gliome desmoplastique infantile, l'épendymome, le gliome de haut-grade, le médulloblastome et la tumeur tératoïde rhabdoïde atypique.
D'autres types de cancers moins courants sont :
- le neuroblastome (6 %, système nerveux) ;
- la tumeur de Wilms (5 %, rein) ;
- le lymphome non hodgkinien (4 %, sang) ;
- le rhabdomyosarcome infantile (3 %, nombreux sites) ;
- le rétinoblastome (3 %, l'œil) ;
- l'ostéosarcome (3 %, os) ;
- le sarcome d'Ewing (1 %, nombreux sites) ;
- les tumeurs des cellules germinales (5 %, nombreux sites) ;
- le blastome pleuropulmonaire (poumons ou cavité pleurale) ;
- l'hépatoblastome et le carcinome hépatocellulaire (foie).

## Organisations
Les organisations centrées sur le cancer dans l'enfance par le biais de la recherche sur le cancer et/ou des programmes de soutien comprennent : Childhood Cancer Canada, CLIC Sargent et le Children Cancer and Leukaemia Group (au Royaume-Uni), Child Cancer Foundation (Nouvelle-Zélande), Child Cancer Recovery Foundation (États-Unis), American Childhood Cancer Organization (États-Unis), Childhood Cancer Support (Australie) et l'association Hayim (en Israël).
La Journée internationale du cancer de l'enfant a lieu chaque année le 15 février et sert à promouvoir la connaissance sur ce type de cancer.
En Suisse romande, l'Association romande des familles d'enfants atteints d'un cancer (ARFEC) accompagne au quotidien des familles confrontées au cancer d'un de leurs enfants. Sa présidente, Sylviane Pfistner, a fait paraître le livre Un pas après l’autre : de l’entraide pour faire face au cancer de l’enfant aux Éditions Loisirs et Pédagogie en 2017. L’ouvrage s’adresse en premier lieu aux parents, qui ne doivent pas rester seuls avec leur chagrin et leur douleur. Il est aussi destiné à toutes celles et à tous ceux — famille élargie, amis, voisins, enseignants ou professionnels du corps médical — qui sont confrontés un jour ou l’autre à un enfant atteint de cette maladie.
En France, l'association Princesse Margot, créée en 2012,, apporte un soutien psychosocial aux enfants et adolescents atteints d’un cancer, ainsi qu'à leurs familles. Située à Vincennes, elle est partenaire de quatre unités d’oncopédiatrie de la région parisienne : hôpitaux Robert Debré et Saint-Louis, instituts Gustave-Roussy et Curie. L'association est parrainée par Kev Adams et Léa Drucker.

## Participation aux essais cliniques
Aux États-Unis, au début des années 2000, il est estimé que la majorité des enfants de moins de 14 ans participe aux recherches cliniques randomisés. Ce chiffre est beaucoup plus faible chez les adolescents où  avoisine les 10 % en 2014. Le manque d'accès des adolescents aux essais cliniques est dû au fait que les adolescents sont souvent traités dans les services avec des adultes.

## Psycho-oncologie pédiatrique
La psycho-oncologie est l'étude de la relation entre le cancer et la psychologie,. Ses thèmes sont très divers, et ses applications permettent d'aider l'enfant ou l'adolescent, ainsi que sa famille, à mieux supporter les symptômes de la maladie et les effets secondaires des traitements. Ainsi, des thérapies aident à gérer certains des symptômes spécifiques comme la douleur, les nausées et vomissements, la fatigue, les problèmes de sommeil, les problèmes de perte de poids et perte d'appétit en utilisant des techniques diversifiées et spécifiques. Le psycho-oncologue étudié l'impact neuropsychologique, émotionnel et les perturbations cognitives liées au traitement chimiothérapeutique. Il ou elle peut soutenir les enfants et la famille si le cancer ne peut être guéri, en prenant part aux soins palliatifs et soins terminaux,.
Des problèmes psychiatriques peuvent apparaître durant ou après les traitements ; il s'agit généralement de dépression et d'anxiété, mais d'autres comportements ou symptômes sont également possibles. Les psychothérapies et interventions qui sont diversifiées. Le psycho-oncologue s'intéresse aussi aux problèmes rencontrés par la famille et les aidants du patient (y compris les soignants) et aux problèmes rencontrés après le cancer par les survivants et leurs proches (peur des récurrences, résilience, soins de soi-même, etc.),.

## Survivants devenus adultes

### Méthodes d'étude: études longitudinales sur larges cohortes
Aux États-Unis et au Canada, une large cohorte de patients souffrant de cancers pédiatrique est suivie depuis 1994 : la Childhood Cancer Survivors Study (CCSS). Les participants sont des adultes qui ont été diagnostiqués avec un cancer durant leur enfance ou adolescence entre 1970 et 1986. Environ 14 000 anciens patient sont suivis médicalement dans le cadre de cette large étude longitudinale. La CCSS permet d'étudier les effets à long terme du cancer pédiatrique,.
Cette démarche s'est étendue à d'autres pays. En France, l'étude French Childhood Cancer Survivors Study (FCCSS) a été mise en place en 2011, pour identifier les effets médicaux, sociaux, psychologiques et économiques du cancer pédiatrique chez les survivants, dans le long terme. Elle recrute les personnes ayant été diagnostiquées avec une tumeur avant l'âge de 19 ans. Il s'agit d'une étude multicentre c'est-à-dire que de nombreux centres de cancérologie recrutent et transmettent leurs données à un centre de recherche qui centralise les données de l'étude et permettent à des chercheurs de travailler sur ces données. L'étude est administrée par l'Institut national de la santé et de la recherche médicale et fait régulièrement l'objet de publications médicales depuis sa mise en place.
En Suisse, le Registre Suisse du Cancer de l'Enfant enregistre les enfants nouvellement diagnostiqués et permet leur suivi longitudinal. Il est administré par l'Université de Berne.
Les adultes survivants de cancer infantile rencontrent certaines difficultés physiques, psychologiques, et sociales.

### Problèmes médicaux, morbidité et mortalité des survivants devenus adultes
Les traitements étant particulièrement lourds, 70 % de ces survivants développent des effets à long terme qui souvent n'apparaissent qu'à l'âge adulte : infertilité, problèmes cardio-vasculaires, rénaux, musculo-squelettiques, cognitifs, endocriniens,.
La maladie cardiovasculaire prématurée est l'une des principales complications à long terme. Ainsi, les survivants adultes sont huit fois plus susceptibles de mourir de maladie cardiaque que les autres personnes. Ces troubles sont liés au retentissement des traitements (anthracyclines, radiothérapie) sur la fonction du myocarde. Le délai médian d'apparition de troubles cardiaques est de 19 à 20 ans. La surveillance des patients à risques est clinique, mais aussi échocardiographique (au minimum tous les 4 ans, et tous les 3 mois lors d'une grossesse) afin de dépister les patients asymptomatiques et mettre en place des mesures préventives.
Alors que les survivants de cancer de l'enfant ont plus de risques pour leur santé générale, ils devraient s'engager dans des comportements d'autogestion de leur santé (en) (ne pas fumer, pratiquer des activités physiques régulière, être surveillés médicalement, etc.). Selon une étude menée aux États-Unis sur une cohorte de 14 000 survivants du cancer de l'enfant (Cancer Childhood Survivors Study ou CCSS), leurs comportements ne diffèrent pas en cela de ceux de la population générale du même âge. Seule une minorité de survivants reçoit des conseils médicaux et des mesures de suivi en lien avec les risques spécifiques auxquels leur histoire médicale les exposent.

### Effets psychologiques à long terme chez les survivants et leurs parents
Les enfants atteints de cancer ont davantage de risques de développer divers problèmes cognitifs ou des problèmes d'apprentissage. Ces difficultés peuvent être liées à des lésions cérébrales résultant du cancer lui-même, comme une tumeur du cerveau ou des métastases sur le système nerveux central. Des difficultés peuvent également résulter des effets cognitifs à long terme des chimiothérapies ou des radiothérapies.
Le cancer a d’importantes répercussions négatives tant à court qu'à long terme. Cependant, il existe également des aspects positifs qui ressortent de l’expérience du cancer pédiatrique :
- Amélioration des habitudes de vie : comportements préventifs dans le but de maintenir ou améliorer sa santé
- Courage : Forces émotionnelles impliquant l'exercice de la volonté pour poursuivre un but malgré l'adversité
- Élévation des valeurs : meilleur jugement de ce qui est vrai, juste et bon ; accroissement de l'idéalisme ; changements positifs dans ses priorités
- Humanité : Forces interpersonnelles poussant à apporter du soutien, à s'occuper d'autrui : amour, gentillesse, intelligence sociale
- Sagesse et connaissance : Forces cognitives liées à l'acquisition et l'utilisation de connaissances : créativité, curiosité, ouverture d'esprit, amour de l'apprentissage...

## Pays en voie de développement
La prise en charge des cancers de l'enfant doit s'adapter aux contraintes du manque de moyens et aux croyances et pratiques traditionnelles. En Afrique francophone, cette approche est réalisée par un réseau de médecins français et africains, le Groupe Franco-Africain d'Oncologie Pédiatrique, fondé en 2000.
Les particularités de ces pays sont une fréquence élevée du lymphome de Burkitt, la découverte de cancers à un stade tardif, et les pathologies associées infectieuses et nutritionnelles.
Dans le contexte du manque de moyens, le but n'est pas d'appliquer les protocoles occidentaux tels quels, de façon indistincte, mais de donner la priorité aux patients atteints de cancers de bon pronostic, en insistant sur l'information et le soutien aux familles.

## Tendances, prospective
Parmi les tendances observées et décrites en oncologie  par la littérature médicale, notamment liées au développement de la biologie moléculaire et de la génomique figurent :
- étant donné les implications sociopsychologiques et physiques d'un cancer infantile mal diagnostiqué, le diagnostic précoce doit être amélioré ; on voit se développer une tendance au diagnostic et traitement personnalisés : des diagnostics moléculaires de dépistage génétique (mutations somatique et germinale, facteurs de risques génétiques, mutations de résistance connues à des médicaments anticancéreux[70]…), et thérapeutiques plus ciblées donnent lieu à une « oncologie de précision »[71] qui s'inscrit elle-même dans une médecine de précision[72]. 
C'est notamment le cas pour la leucémie aiguë lymphoblastique de l'enfant, autrefois systématiquement mortelle, pour laquelle des tests moléculaires sont maintenant intégrés au diagnostic, à l'évaluation des risques, à la mesure de la réponse et au traitement de cette maladie, conduisant à des taux de guérison estimés en 2015 supérieurs à 90 %[73] ;
- des thérapies développementales dirigées contre le cancer[72] ;
- d'autres stratégies préventives contre le cancer et/ou sa récidive, en particulier basées sur la recherche de syndromes héréditaires de prédisposition au cancer, avec des tests portant alors sur la lignée germinale[74],[75], plutôt que des tests somatiques[72], car autrefois supposées rares, des mutations prédisposant au cancer héréditaires germinales en pédiatrie sont maintenant estimée en cause dans environ 10 % des cancers de l'enfant[76] (taux qui pourrait être sous-estimé étant donné le faible nombre de tests réalisés et la connaissance encore incomplète des gènes ou mutations prédisposant au cancer[77],[78], d'autant que les études ne prennent pas encore (ou mal) en compte  les possibles interactions entre les mutations somatiques et lignée germinale ou avec l'environnement). Selon (2014) les mutations prédisposant au cancer (et leurs causes) sont encore mal cernées[79]. La détection précoce a un coût, mais plus la détection d'un cancer est précoce, plus les chances de traitement réussi et sans séquelles augmentent[80],[81]. 
En 2016 sous l'égide du Groupe de travail sur le cancer pédiatrique de l'American Association of Cancer Research, un panel international d'hématologues-oncologues pédiatres, endocrinologues, de radiologues, de généticiens et de conseillers en génétique a produit des recommandations consensuelles sur le dépistage précoce des tumeurs de l'enfant pour les enfants à risques (en cas de prédisposition connues)[82], avec 17 publications 17 publications (dont lignes directrices sur l'aiguillage génétique, les tests et la surveillance pour les 50 syndromes les plus fréquents en oncologie pédiatriques). Ce domaine scientifique étant encore émergent, les bonnes pratiques destinées aux cliniciens sont encore produites "à dire d'expert"[83]. Des précautions éthiques sont à pendre concernant l'alerte de la famille immédiate et élargie à un risque de cancer jusqu'alors inconnu.